# Maputsoe
Maputsoe albo Maputsoa – miasto w Lesotho, w Dystrykcie Leribe.
Ludność wynosi ok. 48 tys. mieszkańców (2011).